# Coccarda francese tricolore

La coccarda francese tricolore

La coccarda francese tricolore (cocarde tricolore in francese) è l'ornamento nazionale della Francia, ottenuta pieghettando circolarmente un nastro blu, bianco e rosso. È composta dai tre colori della bandiera francese con il blu al centro, il bianco subito all'esterno e il rosso sul bordo.

## Storia

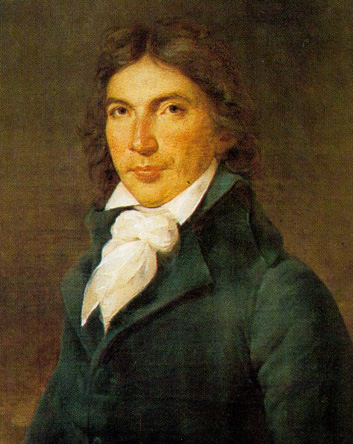
Camille Desmoulins, che inventò la coccarda francese

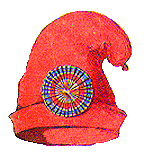
Il berretto frigio con appuntata una coccarda francese tricolore, simboli della Rivoluzione

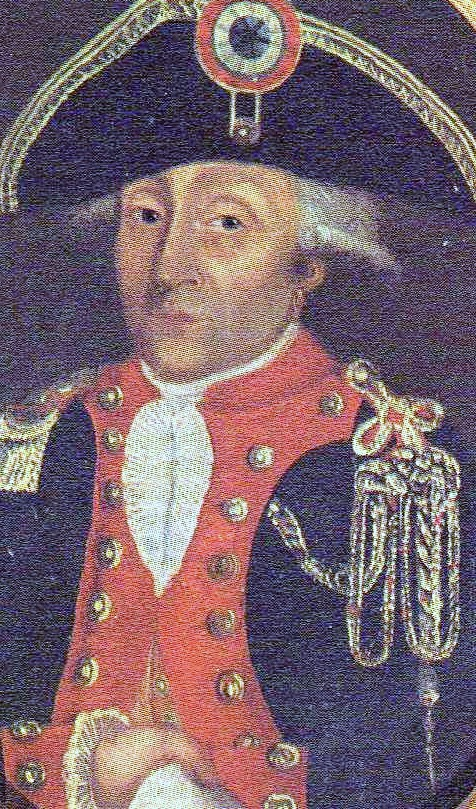
Ufficiale della gendarmerie nationale dell'epoca della rivoluzione con indosso un cappello avente appuntata una coccarda tricolore

La coccarda francese tricolore nacque all'inizio della Rivoluzione. Il 12 luglio 1789, due giorni prima della presa della Bastiglia, il giornalista rivoluzionario Camille Desmoulins, mentre arringava la folla parigina alla rivolta, chiese ai manifestanti quale colore adottare come simbolo della rivoluzione francese, proponendo il verde speranza oppure il blu della rivoluzione americana, simbolo di libertà e democrazia: i manifestanti risposero "Il verde! Il verde! Vogliamo delle coccarde verdi!".
Desmoulins colse quindi una foglia verde da terra e se l'appuntò al cappello come segno distintivo dei rivoluzionari. Il verde, nella primigenia coccarda francese, fu abbandonato dopo appena un solo giorno perché era anche il colore del fratello del re, il reazionario conte d'Artois, che divenne poi monarca, dopo la Restaurazione, con il nome di Carlo X.
L'occasione per creare una coccarda con colori differenti si ebbe il 13 luglio 1789, data precedente alla presa della Bastiglia, quando venne costituita, dai borghesi che volevano contenere gli eccessi delle rivolte, una milizia cittadina. Fu deciso di dotare questa milizia di un segno distintivo nella forma di una coccarda a due colori; essa era composta dagli antichi colori di Parigi, il blu e il rosso, che sostituirono il verde della coccarda di Desmoulins.
Sulla scorta degli eventi legati alla primigenia coccarda francese, a partire dall'agosto 1789, anche in Italia iniziarono a comparire, durante le prime sporadiche dimostrazioni favorevoli agli ideali della rivoluzione francese, delle coccarde di fortuna costituite da semplici foglie verdi di alberi, che vennero appuntate sui vestiti dei manifestanti: da esse prese poi origine la coccarda italiana tricolore rossa, bianca e verde.
Il 17 luglio 1789 re Luigi XVI si recò a Parigi per incontrare la nuova Guardia nazionale francese: essa indossava una coccarda blu e rossa, ereditata dalla citata milizia cittadina fondata il 13 luglio, alla quale sembra che il Marchese di Lafayette, comandante della Guardia, avesse fatto aggiungere il reale bianco in ossequio al Sovrano. Luigi XVI la mise sul cappello e approvò, balbettando, la nomina del filo rivoluzionario Jean Sylvain Bailly a sindaco di Parigi e la formazione della Guardia Nazionale guidata dal Marchese di Lafayette. Nacque così la coccarda francese tricolore. Il giorno stesso il fratello del re, il conte d'Artois, futuro re Carlo X, lasciò la Francia insieme a parte dei nobili direttamente legati alla monarchia assoluta.
La coccarda tricolore divenne poi simbolo ufficiale della rivoluzione nel 1792, con i tre colori che simboleggiavano i tre ceti in cui era divisa la società francese dell'epoca: il clero (blu), la nobiltà (bianco) e il terzo stato (rosso). La legge del 15 febbraio 1794 rese poi il rosso, il bianco e il blu bandiera nazionale francese, che già da tempo garriva nel Paese ispirandosi, nei colori, alla coccarda tricolore.

## Usi

### Utilizzo sui veicoli istituzionali

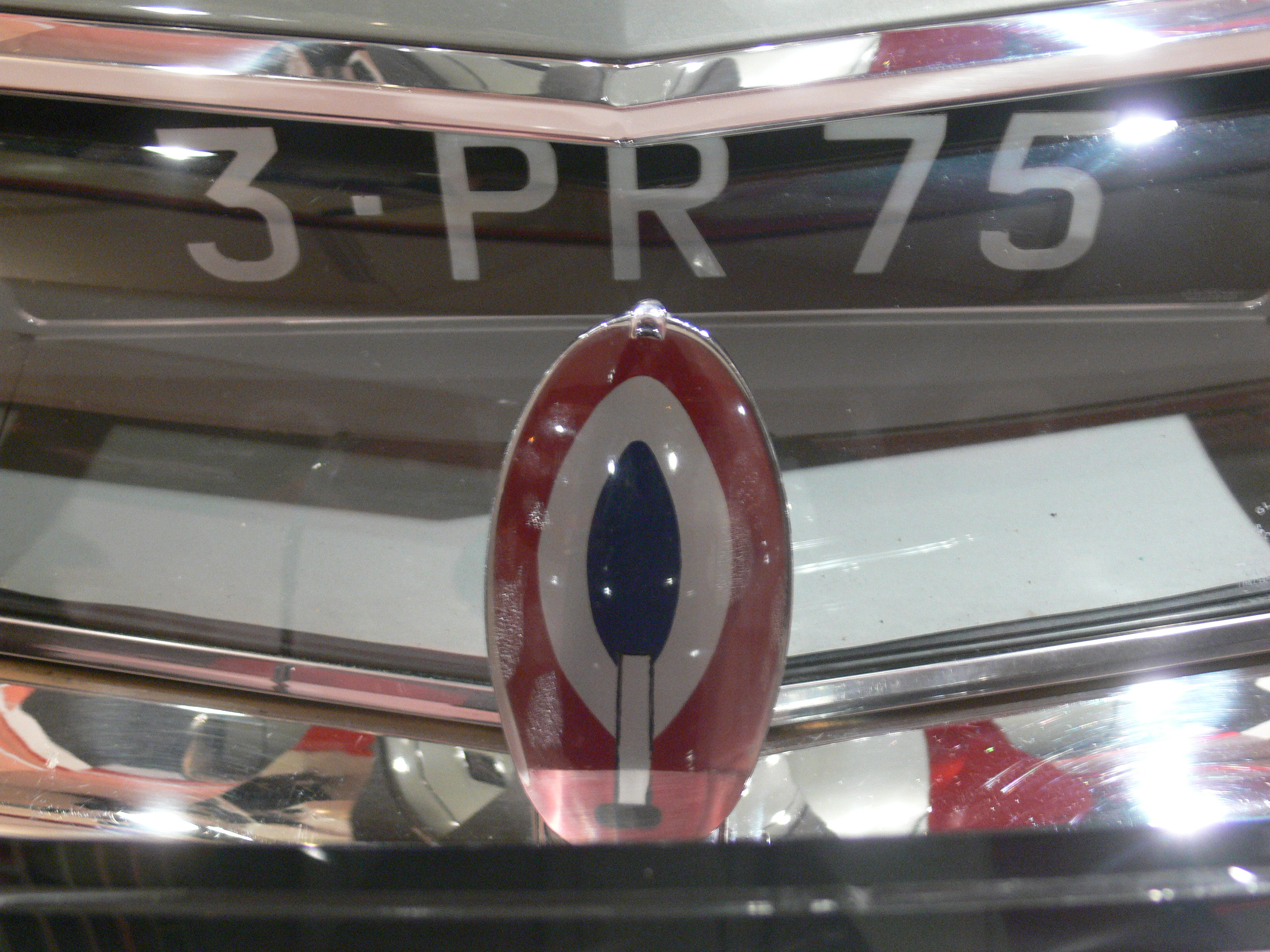
Particolare di una Citroën SM presidenziale

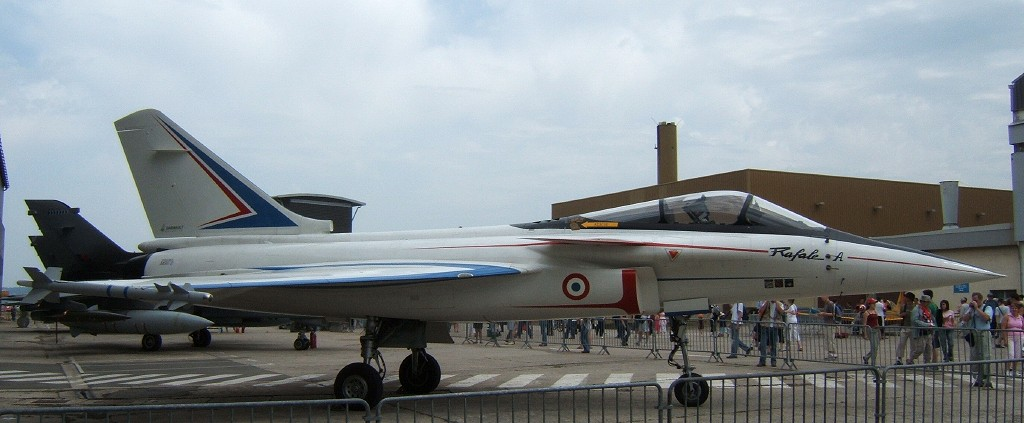
Un Dassault Rafale con coccarda francese tricolore

Il decreto nº89-655 del 13 settembre 1989 vieta l'utilizzo della coccarda francese tricolore sui tutti i veicoli terrestri, navali e aerei tranne che su quelli relativi:
1. al presidente della Repubblica francese;
2. ai membri del governo;
3. ai membri del parlamento;
4. al presidente del Consiglio costituzionale;
5. al vice presidente del Consiglio di Stato;
6. al presidente del Consiglio economico, sociale e ambientale;
7. ai prefetti all'interno dei propri dipartimenti e ai sottoprefetti quando operano nei propri circondari.

L'uso della coccarda francese tricolore è vietata per i veicoli dei sindaci: essi, in caso di utilizzo, rischiano fino a un anno di reclusione e a 15.000 euro di multa.

### Utilizzo sugli aerei di Stato
Il primo utilizzo della coccarda francese tricolore sugli aerei risale alla prima guerra mondiale, quando venne impiegata sui velivoli militari partecipanti al conflitto. Le coccarde erano, e sono tuttora, dipinte sulle fusoliere degli aerei.
Le coccarde continuano a essere utilizzate sugli aerei di Stato francesi. Dopo la seconda guerra mondiale alla coccarda venne aggiunto un bordo giallo, che fu eliminato nel 1984

### Altri utilizzi
La coccarda francese tricolore è anche utilizzata su alcune alte uniformi, sia militari che civili, che includono un copricapo decorato con la coccarda tricolore. Quest'ultima è anche caratteristica della Marianna, la rappresentazione nazionale allegorica della Francia, che indossa il berretto frigio a volte ornato da una coccarda tricolore. L'ornamento nazionale francese è poi utilizzato anche sul distintivo dei sindaci e sulla fascia di Miss Francia.